# 柳湘莲

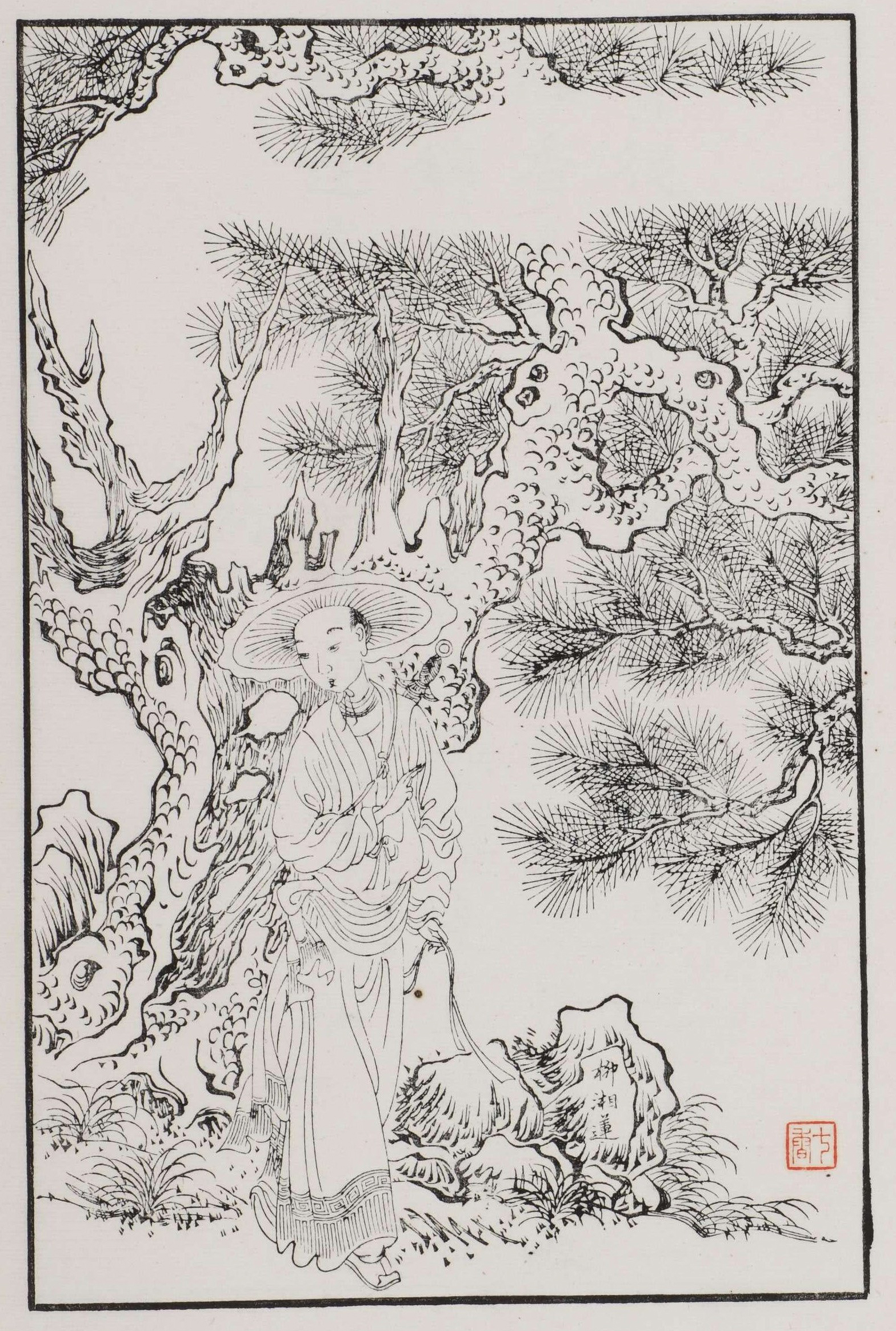
改琦绘，出自《红楼梦图咏》

柳湘莲，《红楼梦》人物，世家男兒，绰号“冷郎君”。是宝玉的好友，尤三姐心仪的择偶对象，父母早丧，读书不成。长相俊美，又喜爱串戏，尤擅长生旦风月戏文，常常误作优伶一类。
一次薛蟠向他调情，纠缠不休，被他打了个半死。后又在平安州路上搭救遭遇土匪的薛蟠。后路遇贾琏说媒，准备娶尤三姐为妻，并以“鸳鸯剑”为定礼，但后来向宝玉打听尤三姐品行，宝玉回“你既深知，何必问我？”，湘莲遂说“你们这东府里边，除了这两个石狮子是干净的，恐怕连猫儿狗儿都不干净了。”并且直言“我不做这剩王八！”对订婚之事十分懊悔，并欲讨回“鸳鸯剑”，致使尤三姐不堪此辱而用剑自刎。
后跟随一道士而去，不知何往。在薛宝琴的判词中有“不在梅边在柳边”之说，因此红学家周汝昌认为宝琴与柳湘莲最后结发为夫妻。